# Dorfkirche Gräningen

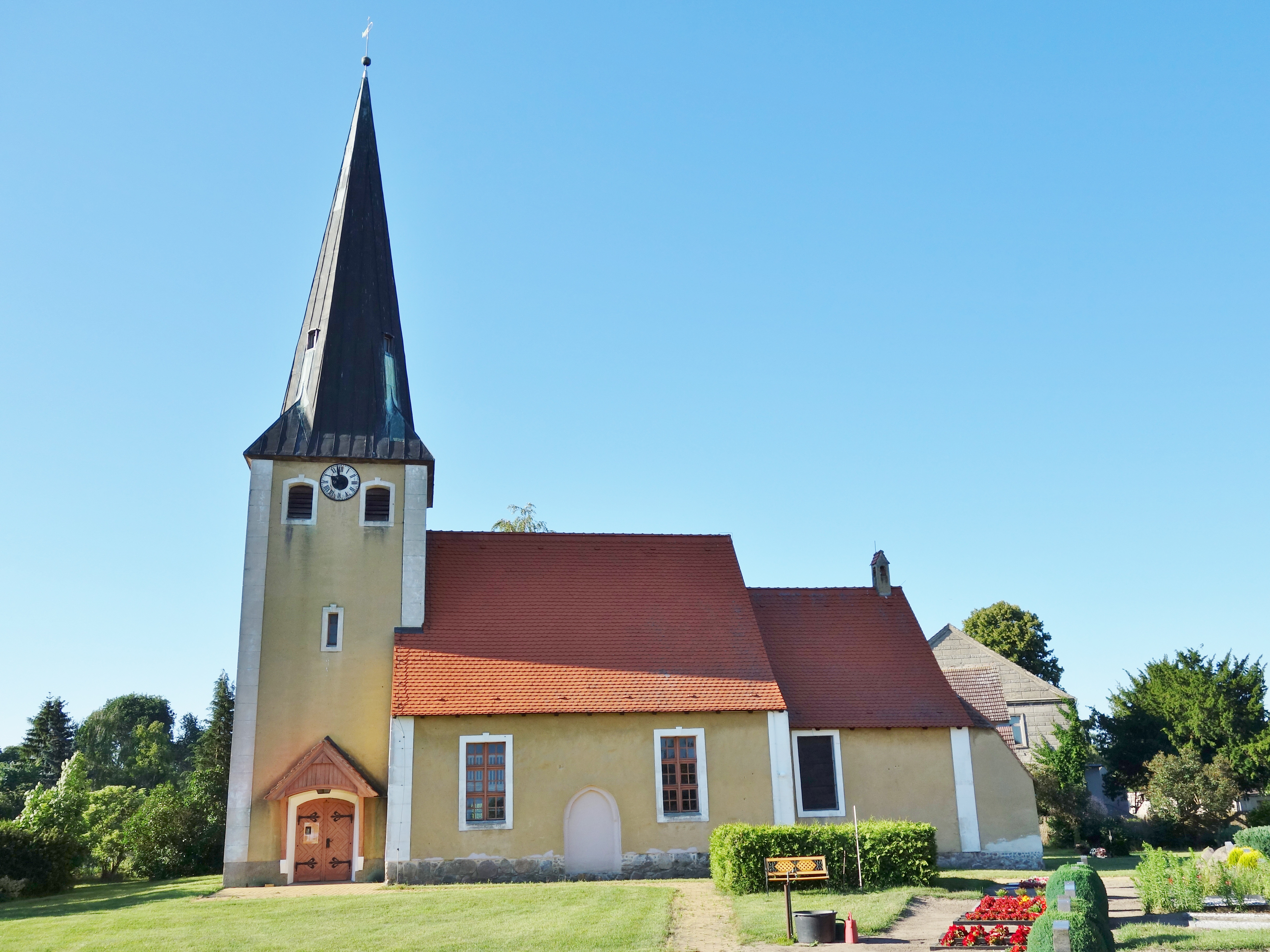
Dorfkirche Gräningen, Südansicht

Die Dorfkirche Gräningen ist ein denkmalgeschütztes Kirchengebäude im Ortsteil Gräningen der Gemeinde Nennhausen im Landkreis Havelland des deutschen Bundeslandes Brandenburg.

## Architektur

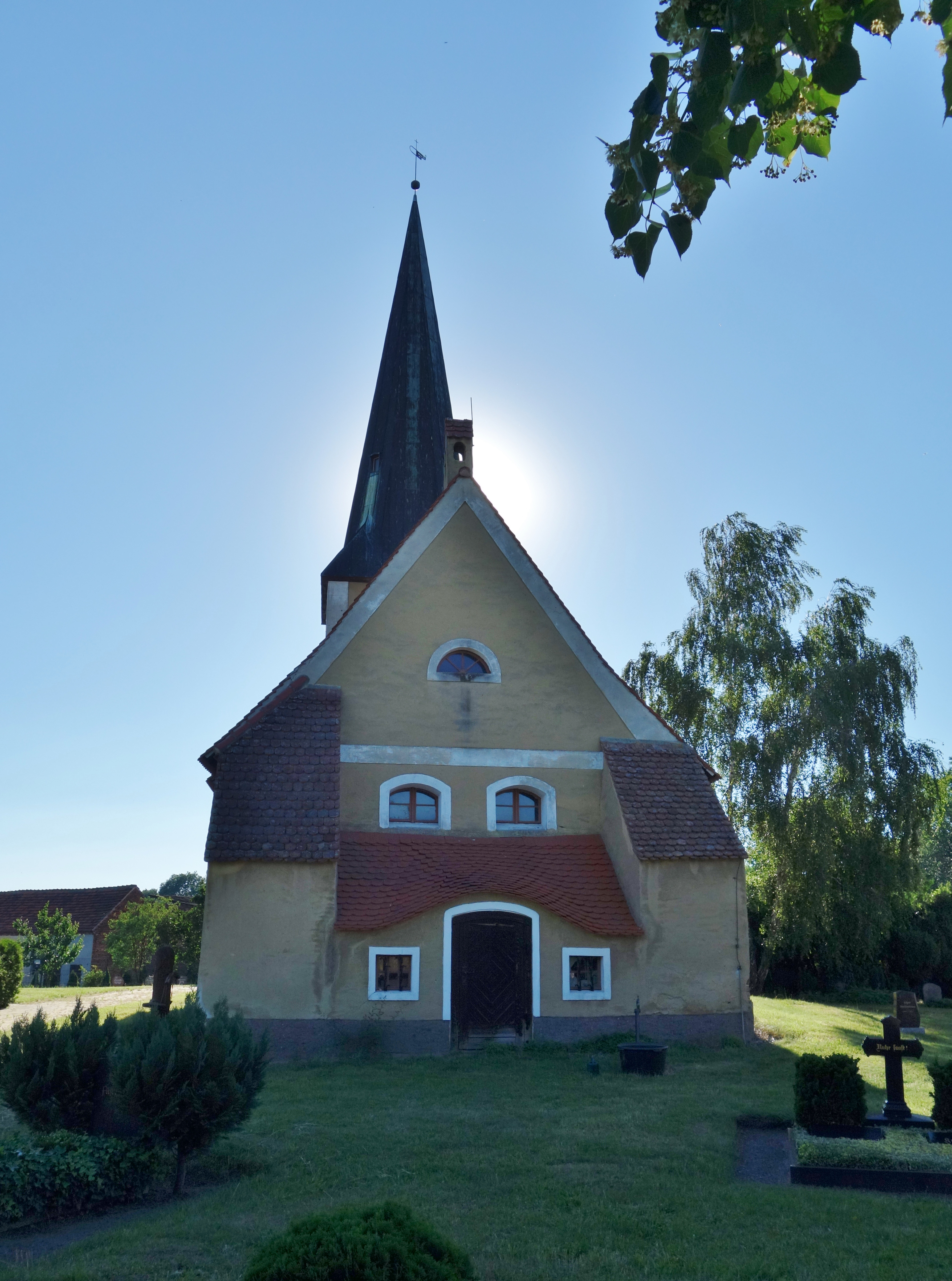
Ostgiebel mit Strebepfeilern

Der ursprüngliche Bau ist eine Saalkirche aus Feldsteinen mit eingezogenem Chor aus dem Beginn des 14. Jahrhunderts. 1734 bis 1736 wurde das Gebäude durch Verputz und hohe Rechteckfenster barockisiert. Von 1909 bis 1910 wurden erhebliche Umbauarbeiten ausgeführt und der eingezogene, quadratische Turm mit Knickhelm zugefügt. Gleichzeitig wurde das gotische Südportal vermauert. Andere Quellen nennen das Jahr 1700 als Baujahr des Turmes.
An der Ostseite finden sich zwei Strebepfeiler, die den Chorgiebel stützen.

## Innengestaltung

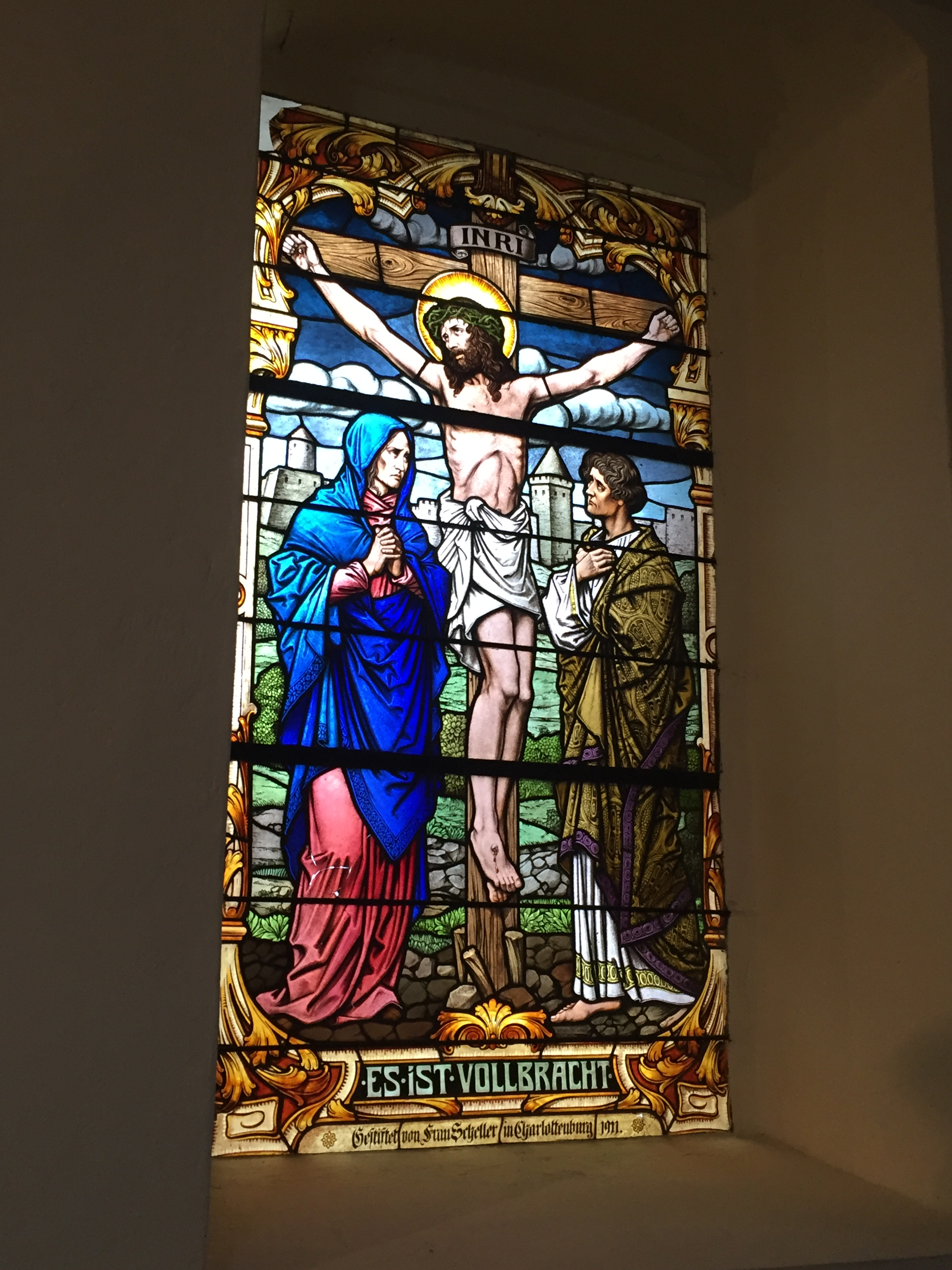
Chorfenster

Zur Innenausstattung der Kirche zählen das Taufbecken aus dem Jahr 1686, der Kanzelaltar aus dem Jahr 1732 sowie die Chorfenster mit Glasmalereien von 1911 von W. Franke. Die Decke ist ein hölzernes Tonnengewölbe.